# Vattagamani Abhaya
Vattagamani Abhaya (r. 43 et 28-17 av. J.-C.), aussi connu sous le nom de Valagamba, est un roi du royaume d'Anuradhapura, situé dans l'actuel Sri Lanka, connu pour avoir aidé au développement du bouddhisme.
Il a permis au canon pali d'être mis par écrit pour la première fois. Il a aussi fait construire le monastère Abhayagiri.
Il est au centre du film srilankais Aloko Udapadi, sorti en 2017.